# Чичагов, Николай Михайлович
Николай Михайлович Чичагов — русский генерал-лейтенант, военный генерал-губернатор Приморской области и наказной атаман уссурийского казачьего войска, начальник Заамурского округа отдельного корпуса пограничной стражи, участник Русско-японской войны 1904—1905 годов.

## Биография
Родился 3 (15) сентября 1852 года в Санкт-Петербурге в дворянской семье Чичаговых: отец — генерал-майор Михаил Никифорович Чичагов, мать — Мария Николаевна (урожд. Зварковская; 1819—1894); один из его братьев — митрополит Серафим, священномученик Русской Православной церкви.
Учился в Пажеском корпусе: в службу вступил 1 сентября 1869 года; в июле 1870 года был произведён в камер-пажи. В 1871 году окончил Пажеский корпус и был направлен из камер-пажей корнетом в лейб-гвардии Драгунский полк с прикомандированием к 1-й батарее лейб-гвардии Конно-артиллерийской бригады. Высочайшим приказом 11 августа 1871 года был произведён в прапорщики гвардии. В апреле 1875 года получил чин подпоручика гвардии, в августе того же года — поручика гвардии, а спустя месяц поступил в Николаевскую академию генерального штаба, которую окончил в 1878 году по 2-му разряду; 27 марта 1877 года был произведён в штабс-капитаны.
С 1878 по 1881 годы проходил службу в Гвардейской конно-артиллерийской бригаде. В 1879 году занял должность бригадного адъютанта, в которой пребывал до ноября 1880 года. В этом году был причислен к Генеральному штабу (с переименованием в капитаны по генеральному штабу); 25 марта 1881 года был переведён в Генеральный штаб и назначен на должность штаб-офицера для поручений при штабе Киевского военного округа; 12 апреля 1881 года «за отличие по службе» был произведён в подполковники.

Н. М. Чичагов

С ноября 1881 года был прикомандирован к Главному штабу для занятий в Учёном комитете. С мая 1882 по июнь 1885 года занимал должность младшего делопроизводителя канцелярии Военно-учёного комитета; за отличие в службе 8 апреля 1884 года был произведён в полковники.
С 1 июля 1885 по 26 октября 1891 — военный агент в Бельгии, с 24 июля 1886 по 26 октября 1891 года — военный агент в Голландии.
В 1892—1894 годов командовал 24-м Лубенским Его Императорского Высочества эрц-герцога австрийского Карла-Людвига полком; 6 мая 1894 года произведён в генерал-майоры. В 1894—1897 годах состоял для особых поручении при командующем войсками Одесского военного округа. С 14 июля 1897 года начальник штаба Приамурского военного округа; 4 января 1899 года назначен военным губернатором Приморской области и наказным атаманом Уссурийского казачьего войска; 13 мая прибыл во Владивосток.
15 августа 1900 года произведён в генерал-лейтенанты «за отличие против китайцев» (Выс. пр. 1901).
9 января 1903 года назначен начальником Заамурского округа отдельного корпуса пограничной стражи. В этой должности пребывал до своей смерти (17 ноября 1910).
Во время Русско-японской войны «…Заамурским округом было обеспечено успешное выдвижение и развертывание армейской группировки войск в Маньчжурии. Николай II объявил „высочайшую“ благодарность начальнику Заамурского округа генерал-лейтенанту Н. М. Чичагову „…за вполне успешную и энергичную деятельность по охранению Восточной Китайской железной дороги, благодаря чему могло успешно завершиться сосредоточение Маньчжурской армии“»
В 1907—1908 годах принял участие в строительстве Иверского храма в Харбине.
Умер в Москве 17 (30) ноября 1910 года. Похоронен в Санкт-Петербурге на Смоленском православном кладбище в Санкт-Петербурге, в семейном склепе вместе с родителями.